# Ruokojauratj (Arjeplogs socken, Lappland)
Ruokojauratj är en sjö i Arjeplogs kommun i Lappland och ingår i Piteälvens huvudavrinningsområde. Sjön har en area på 0,298 kvadratkilometer och ligger 412,1 meter över havet. Sjön avvattnas av vattendraget Junitjåkåtj.

## Delavrinningsområde
Ruokojauratj ingår i det delavrinningsområde (735824-161613) som SMHI kallar för Utloppet av Ruokojauratj. Medelhöjden är 468 meter över havet och ytan är 11,69 kvadratkilometer. Det finns ett avrinningsområde uppströms, och räknas det in blir den ackumulerade arean 22,16 kvadratkilometer. Junitjåkåtj som avvattnar avrinningsområdet har biflödesordning 3, vilket innebär att vattnet flödar genom totalt 3 vattendrag innan det når havet efter 200 kilometer. Avrinningsområdet består mestadels av skog (96 procent). Avrinningsområdet har 0,37 kvadratkilometer vattenytor vilket ger det en sjöprocent på 3,1 procent.